# Al-Ghabra
Al-Ghabra (arab. الغبرة) – miejscowość w Syrii, w muhafazie Dajr az-Zaur. W 2004 roku liczyła 9748 mieszkańców.